# Severo Torelli
Severo Torelli è un film muto del 1914 diretto da Louis Feuillade.
Il soggetto è tratto da un dramma in versi in cinque atti del 1883 di François Coppée. È uno dei primi film di Musidora, che aveva debuttato come attrice cinematografica nello stesso anno in Sainte-Odile, diretta da Gaston Ravel.

## Produzione
Il film fu prodotto dalla Société des Etablissements L. Gaumont.

## Distribuzione
Distribuito dalla Société des Etablissements L. Gaumont, il film uscì nelle sale nel maggio 1914.